# Жевушиці
Жевушиці (пол. Rzewuszyce) — село в Польщі, у гміні Ключевсько Влощовського повіту Свентокшиського воєводства.
Населення — 315 осіб (2011).
У 1975-1998 роках село належало до Пйотрковського воєводства.

## Демографія
Демографічна структура на день 31 березня 2011 року:
|          | Загалом | Допрацездатний вік | Працездатний вік | Постпрацездатний вік |
| -------- | ------- | ------------------ | ---------------- | -------------------- |
| Чоловіки | 161     | 40                 | 100              | 21                   |
| Жінки    | 154     | 28                 | 84               | 42                   |
| Разом    | 315     | 68                 | 184              | 63                   |